# Великоніг філіппінський
Великоні́г філіппі́нський (Megapodius cumingii) — вид куроподібних птахів родини великоногових (Megapodiidae).

## Поширення
Вид поширений на Філіппінах, північному сході Калімантану та на Сулавесі. Живе у тропічних і субтропічних вологих і сухих лісах.

## Опис
Птах середнього розміру, завдовжки до 31—44 см. Оперення коричневого кольору, голова та груди сірі. Лицьова маска неоперена, з голою шкірою червоного кольору.

## Підвиди
- Megapodius cumingii dillwyni (Tweeddale, 1878)
- Megapodius cumingii gilbertii (G.R.Gray, 1862)
- Megapodius cumingii cumingii (Dillwyn, 1853)
- Megapodius cumingii pusillus (Tweeddale, 1878)
- Megapodius cumingii sanghirensis (Schlegel, 1880)
- Megapodius cumingii tabon (Hachisuka, 1931)
- Megapodius cumingii talautensis (Roselaar, 1994)